# Forshemsmästaren
Forshemsmästaren, eller Skaramästaren, är ett anonymnamn för en stenhuggare verksam under äldre medeltid.
Forshemsmästaren var huvudsakligen verksam som stenskulptör vid kyrkobyggen i Skara stift under äldre medeltid (i Skandinavien ca. 1050-1200). Bland hans bevarade arbeten märks portaler och väggreliefer. Bland annat vid Forshems kyrka där han på kyrkans fasad har utfört ett flertal reliefer, samt i Skara domkyrka, där det finns tre välbevarade paneler. Hans föremål är tillverkade av en hård underkambrisk sandsten från Kinnekulle som har en svag grågrön eller gulgrå färgton med enstaka rostbruna ådror. Relieferna är mycket höga och kullriga och med spår av pik och bredmejslar. Hans utsmyckningar har ett figuralt innehåll med en naiv gestaltning och ornamentarbetena inskränker sig till repstavar och fina detaljer i hår- och dräktbårder. Några av hans mindre portaler i Forshems kyrka har delats och sitter nu inmurade på olika håll i kyrkans fasad; kvar finns en större portal med kolonner och tärningskapitäl samt två reliefprydda tympanon. För Norra Lundby kyrka utförde han en dopfunt och till Härja kyrka en portal samt en biskopsbild och fyrdelad relief till Skälvums kyrka. En tympanon från Botilsäters kyrka i Värmland finns deponerad vid Statens historiska museum. Konstvetaren Jan Svanberg ger dock helt andra uppifter om de skulpturala arbetena i Härja och Skälvum och menar att de skall tillskrivas Härjamästaren respektive Othelric.

## Forshems kyrka
På kyrkan finns en latinsk inskription som nämner Heliga graven (i Jerusalem) och Forshemskyrkan är den enda Heliga grav-kyrkan i Skandinavien. Det finns ett stort hålrum i altaret som symboliserar detta. Att Sankt Nikolaus förekommer i bildmaterialet kan bero på att det helgonet var populärt hos biskopen i Skara, Bengt den gode.

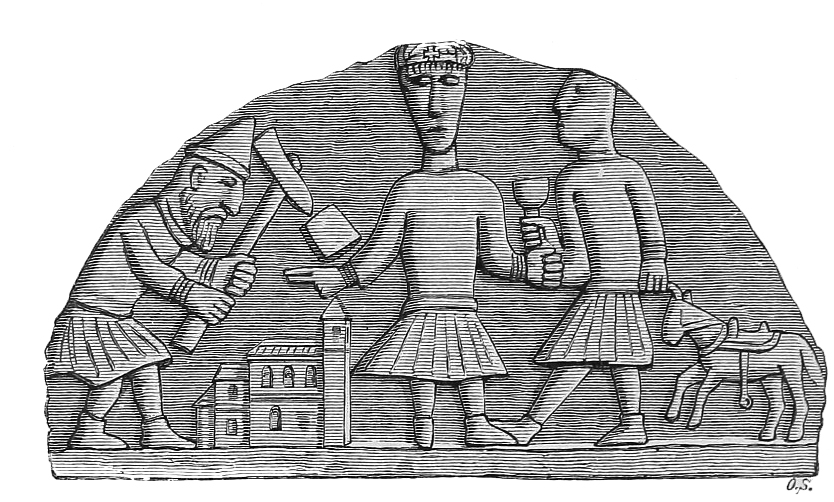
Tympanon. Den mest naturliga tolkningen av denna bild är att mannen till höger är aposteln Johannes, för han brukar avbildas med en kalk som den på bilden.[2] Teckning av Hans Hildebrand 1907.
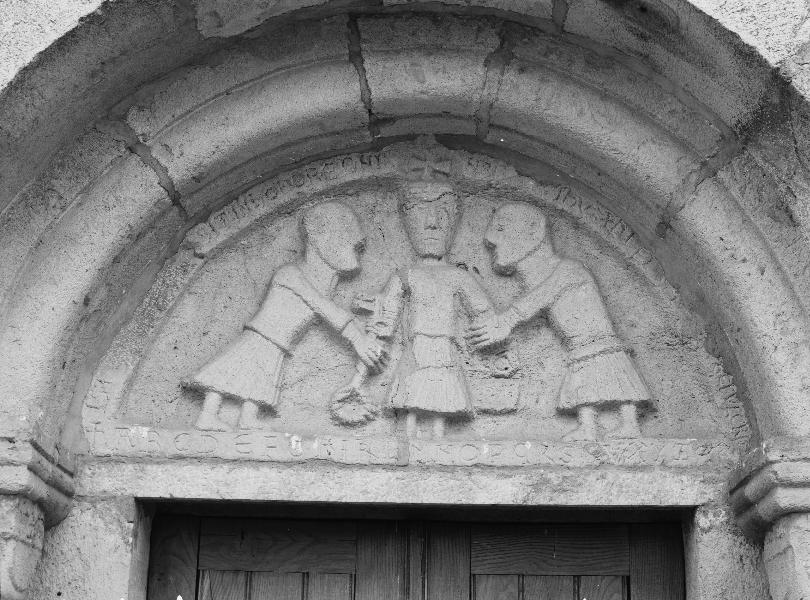
Ernst Fisher tolkar denna bild som att Kristus lämnar över nyckeln till himmelriket. Mottagaren är Petrus. Mannen till höger är Paulus som får en bok.
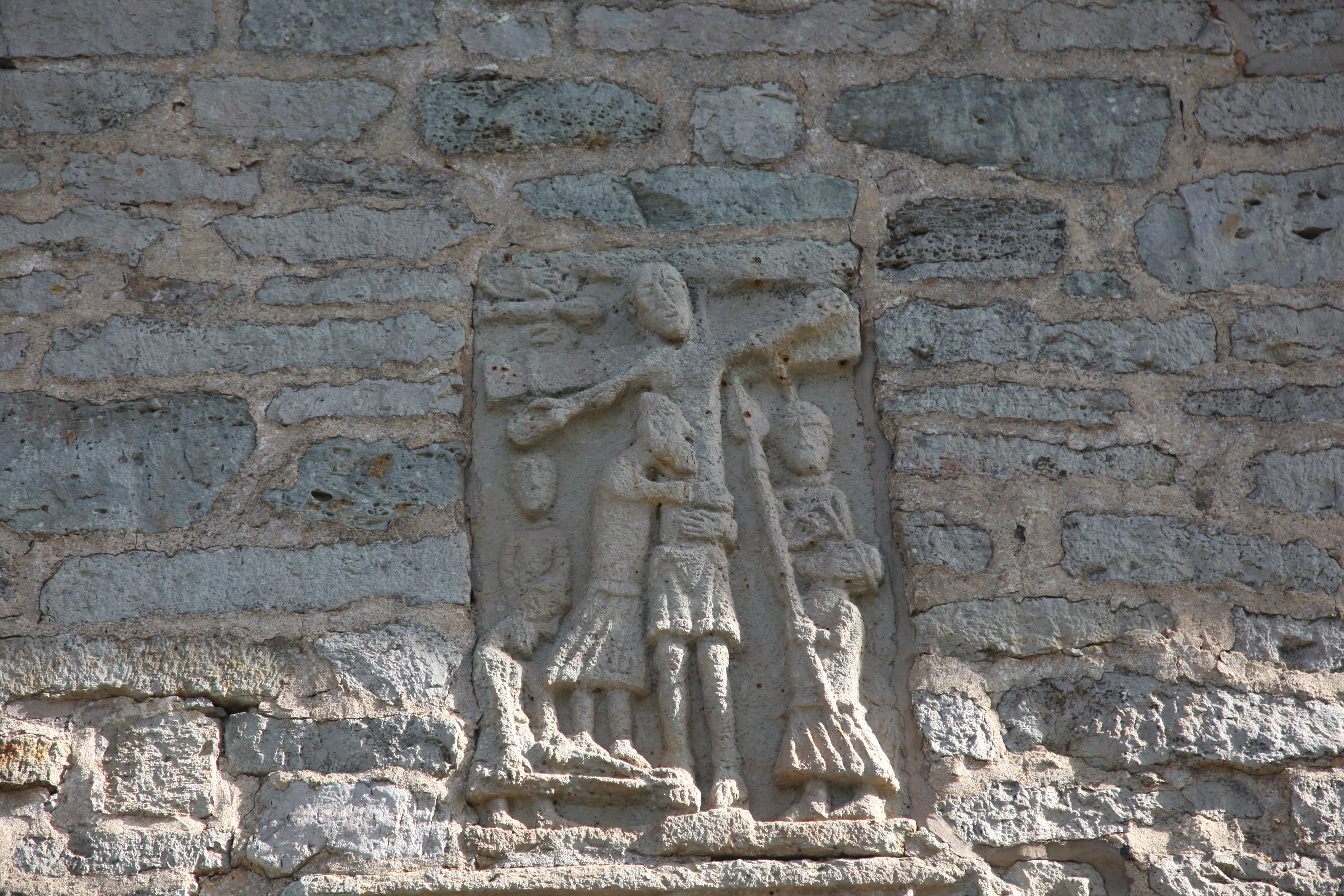
Kristus på korset
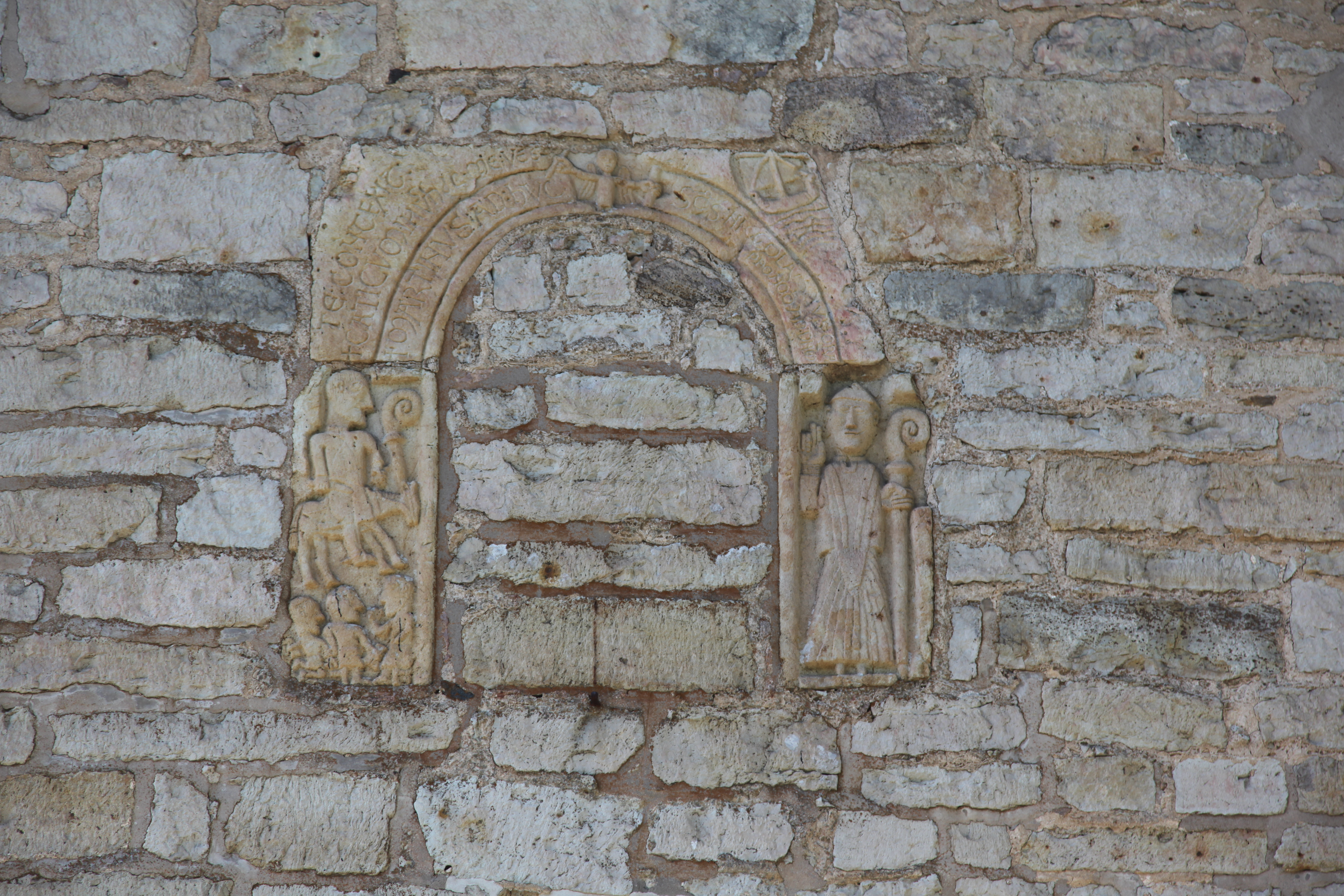
Enligt Svanberg kan den högra personen föreställa samma ärkebiskop som också finns avbildad i Skälvums kyrka. Där utförd av stenmästaren Othelric.
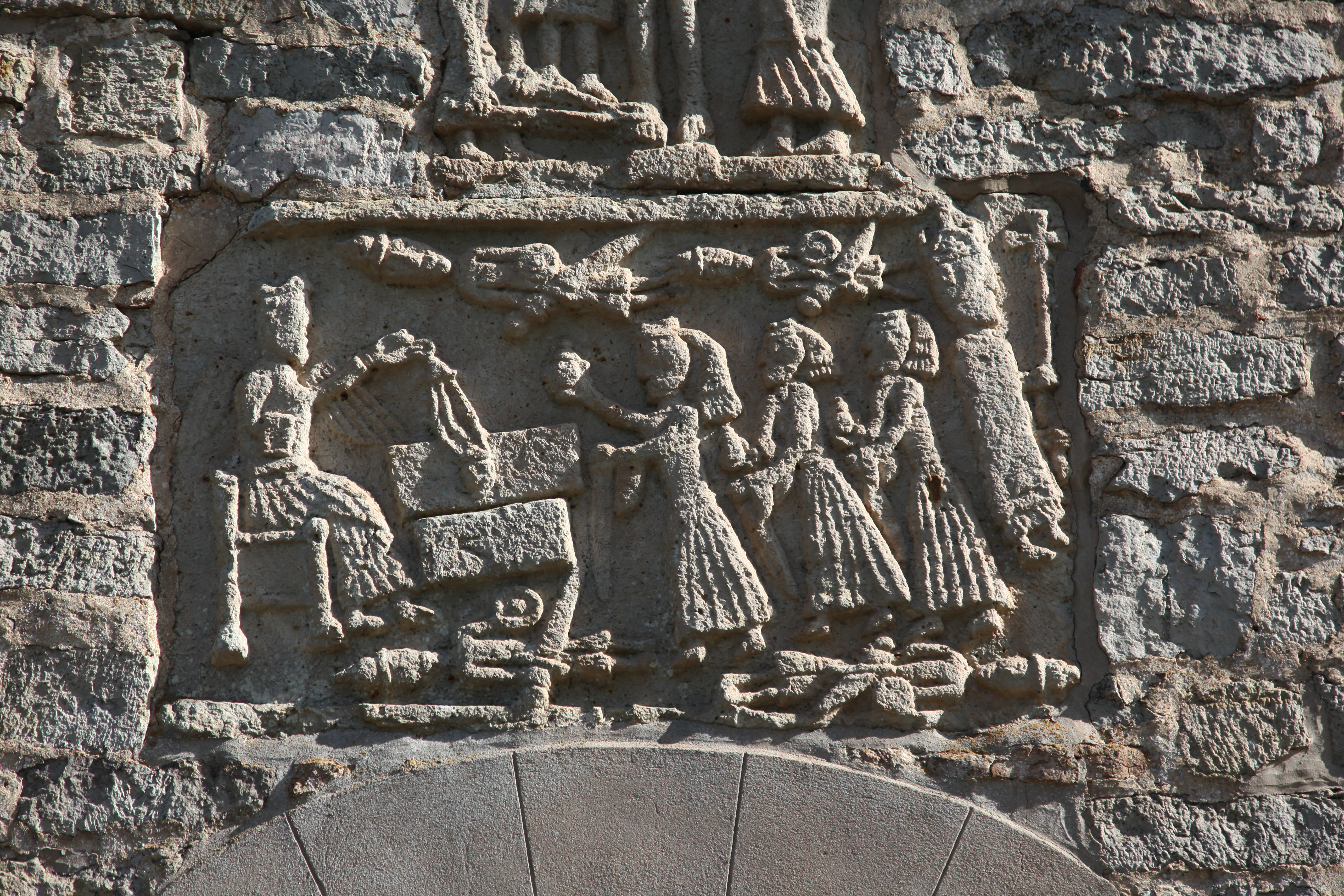
Kvinnorna vid graven
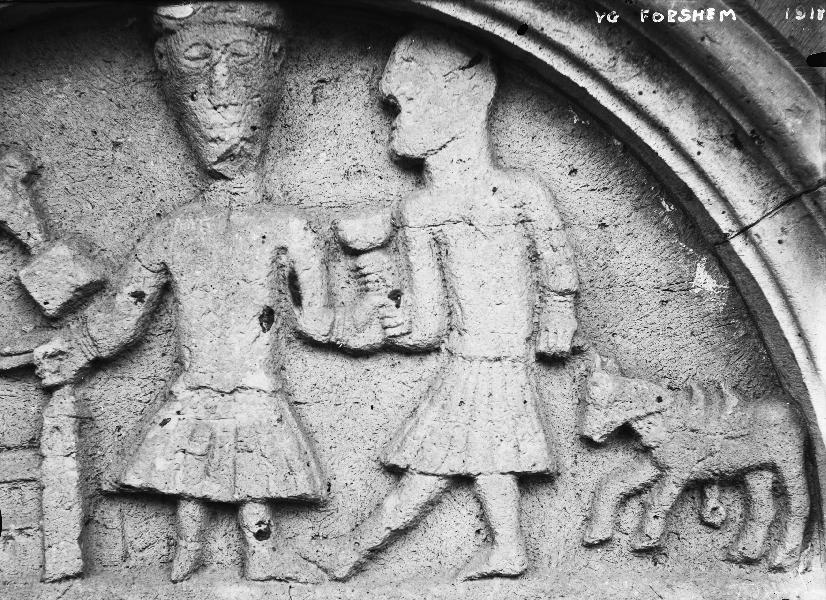
En tolkning av denna scen är att mannen till höger kommit hem från en längre resa och att han har riddarens attribut, hästen.
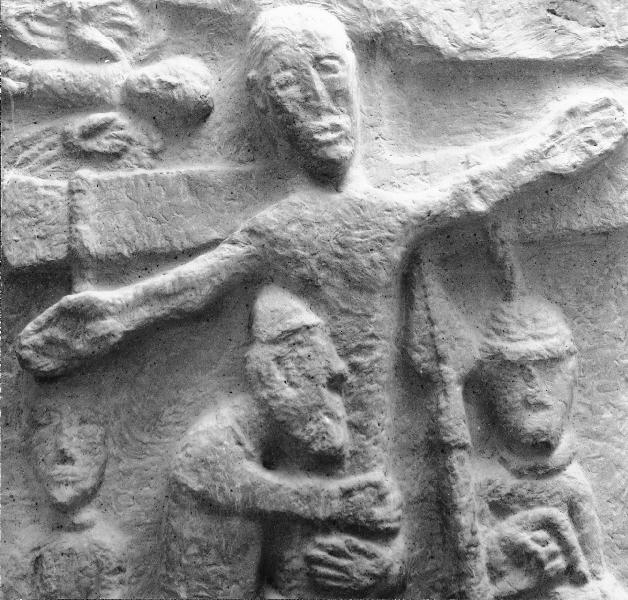
Korsnedtagningen?
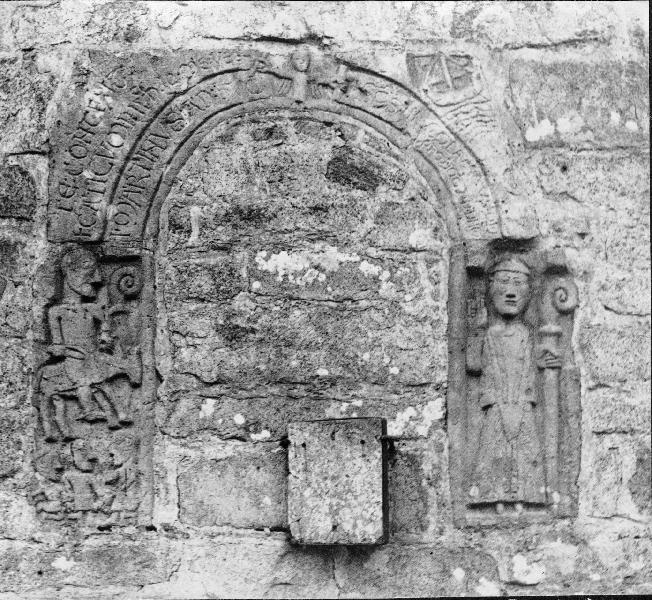
En tolkning är att detta föreställer S:t Martin av Tours med sin häst t.v. och S:t Nikolaus t.h. Foto av Sanfrid Welin 1889.
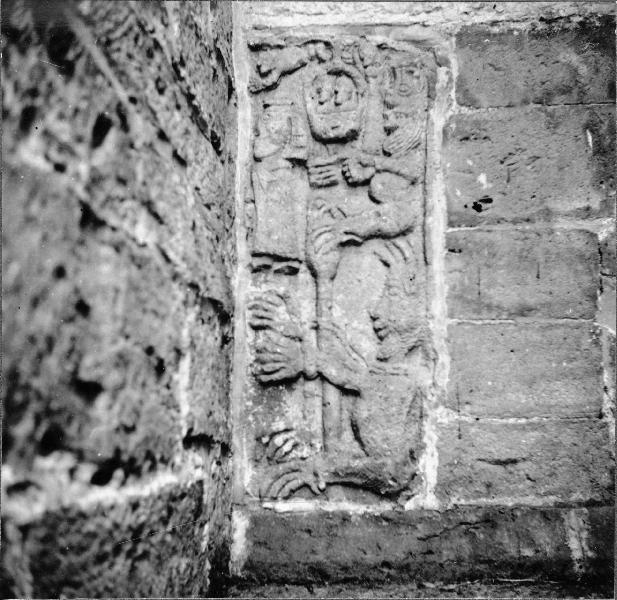
Helvetet med djävlar etc.
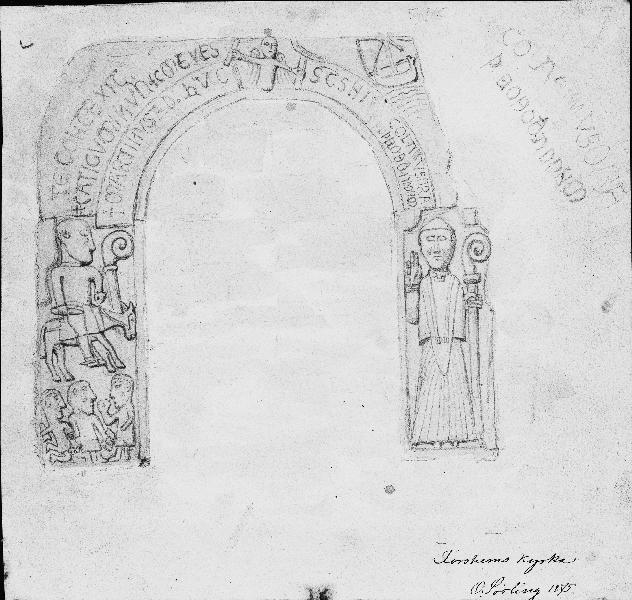
Teckning utförd 1875 av Olof Sörling. Den latinska texten i bågen blir på svenska: "Denna kyrka skall vara helgad till vår herre Jesus Kristus och den heliga graven"
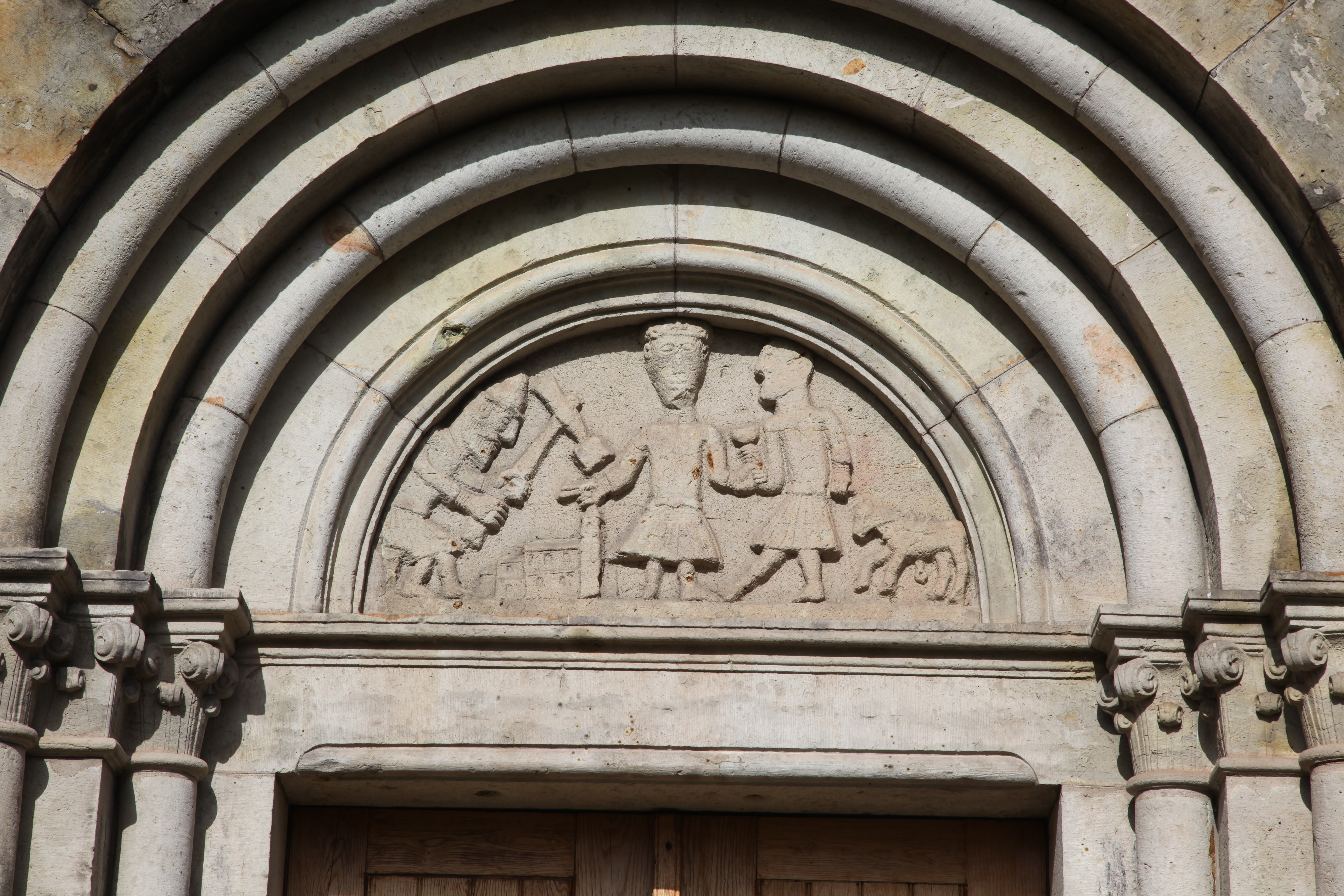
Här kan man tolka det som att kyrkans donator står i mitten och de flankerande männen är stenarbetarna. Hästen kan visa på att de kommit långväga ifrån.[3] Svanberg och Dick Harrison menar att Kristus står i mitten och donatorn/stormannen står till höger.

## Skara domkyrka
Skara domkyrka har anor från 1000-talet men har skadats svårt genom bland annat bränder och krig. I slutet av 1800-talet genomfördes dessutom en hårdhänt renovering. Detta har inneburit att (förmodligen) det mesta av den tidigmedeltida konsten gått förlorad.

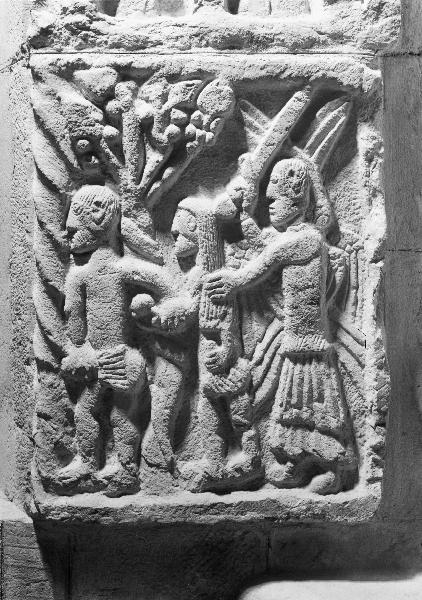
Utdrivandet ur paradiset
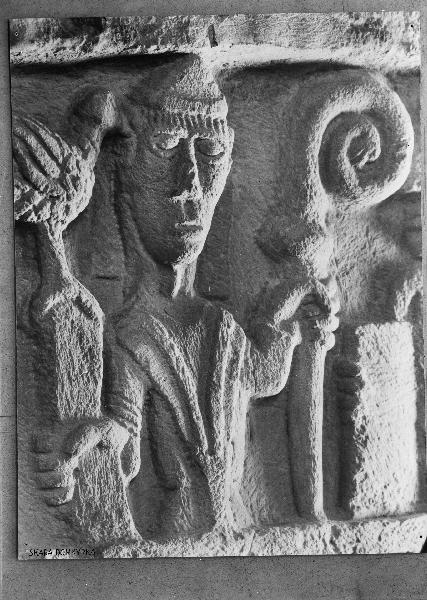
Kyrkofadern Gregorius
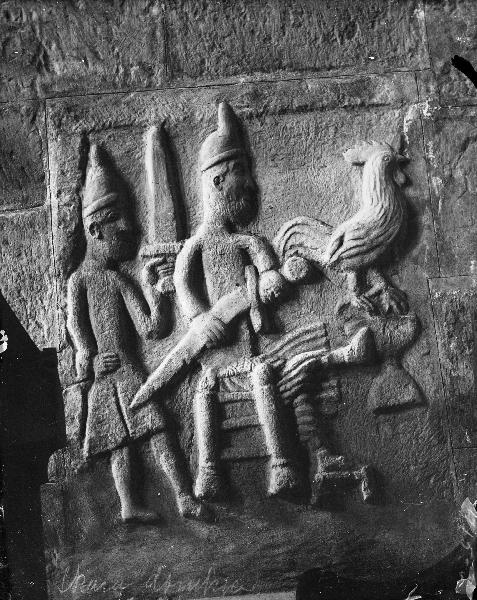
Herodes
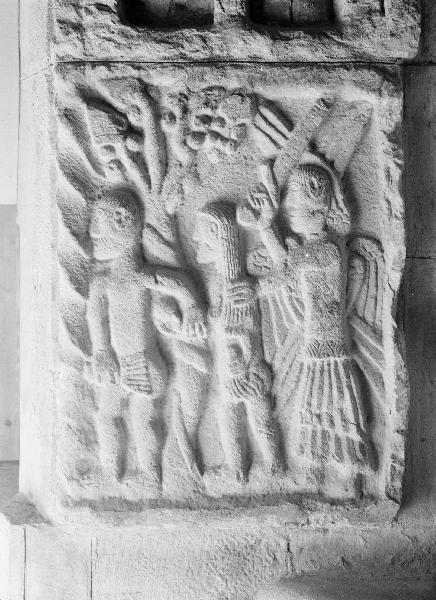
Foto av Iwar Andersson
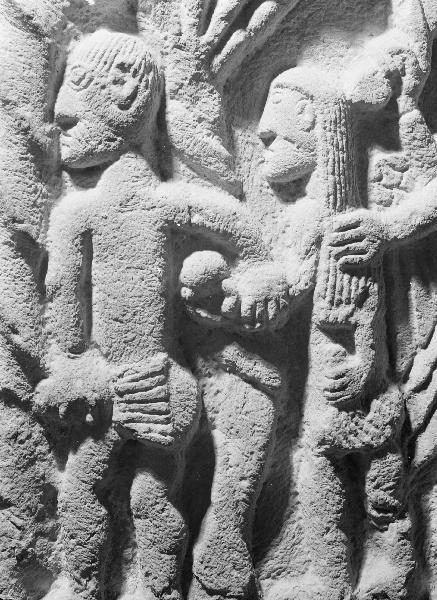
Utdrivandet ur Paradiset, detalj.
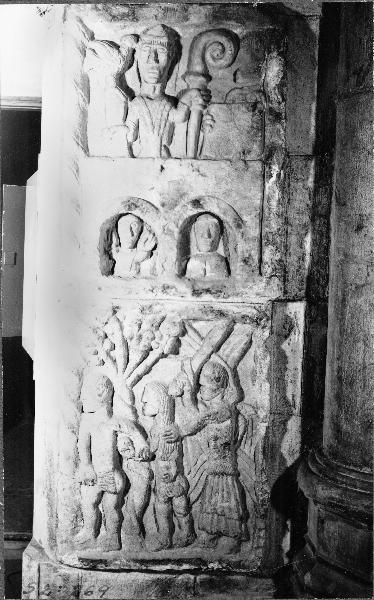
Nymontering 1949
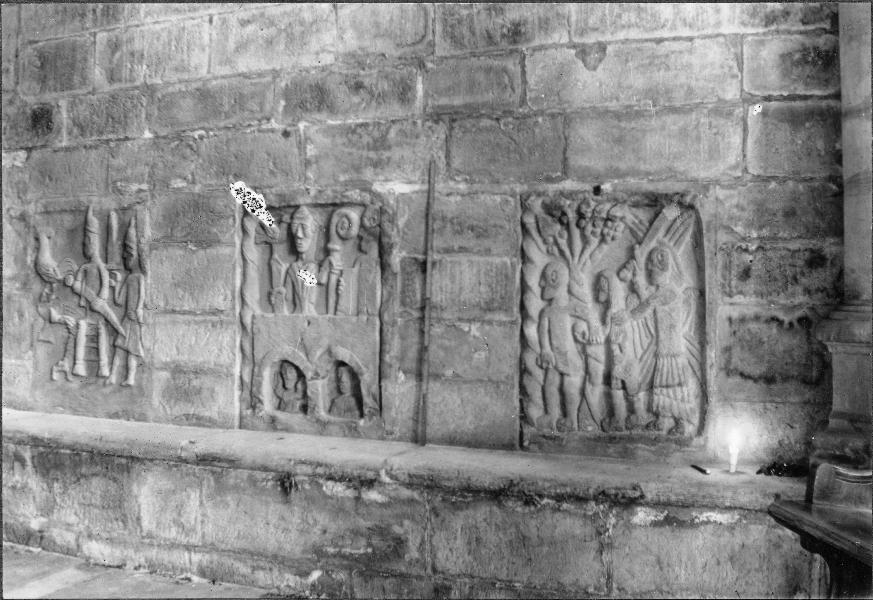
Herodes, Gregorius, och Utdrivandet ur Paradiset inmurade i väggen. (Tidigare placering)
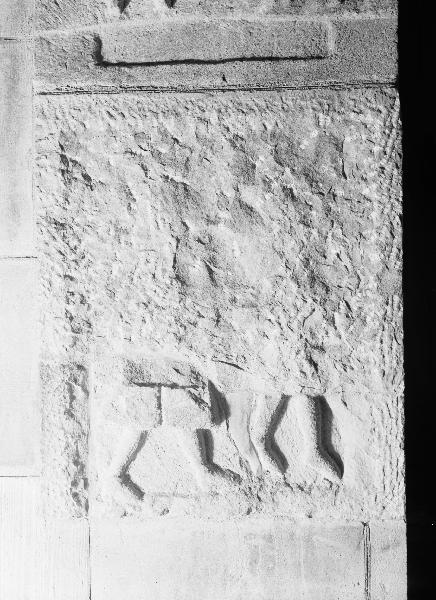
Utplånad relieftavla
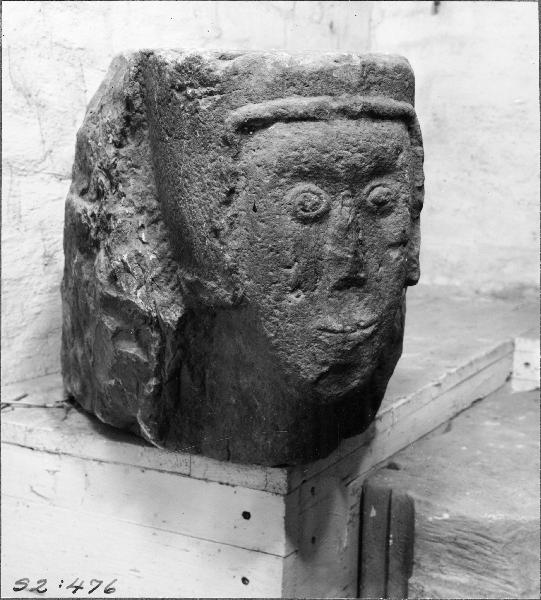
Romanskt konsolhuvud. Tidigare vid Ö. Kungshusg.
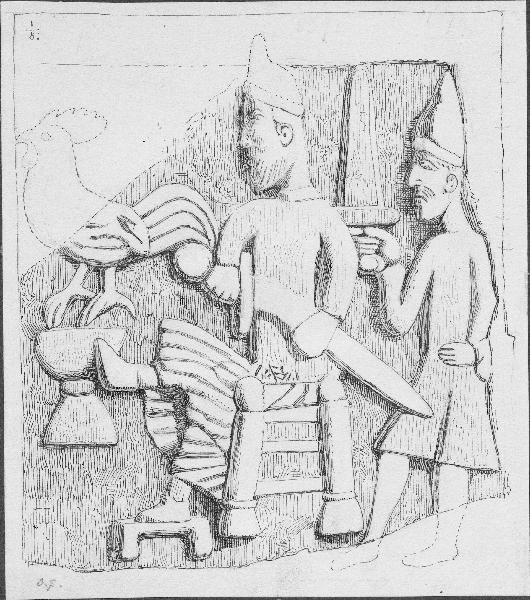
Herodes och tuppundret. Bild: Olof Sörling 1894.
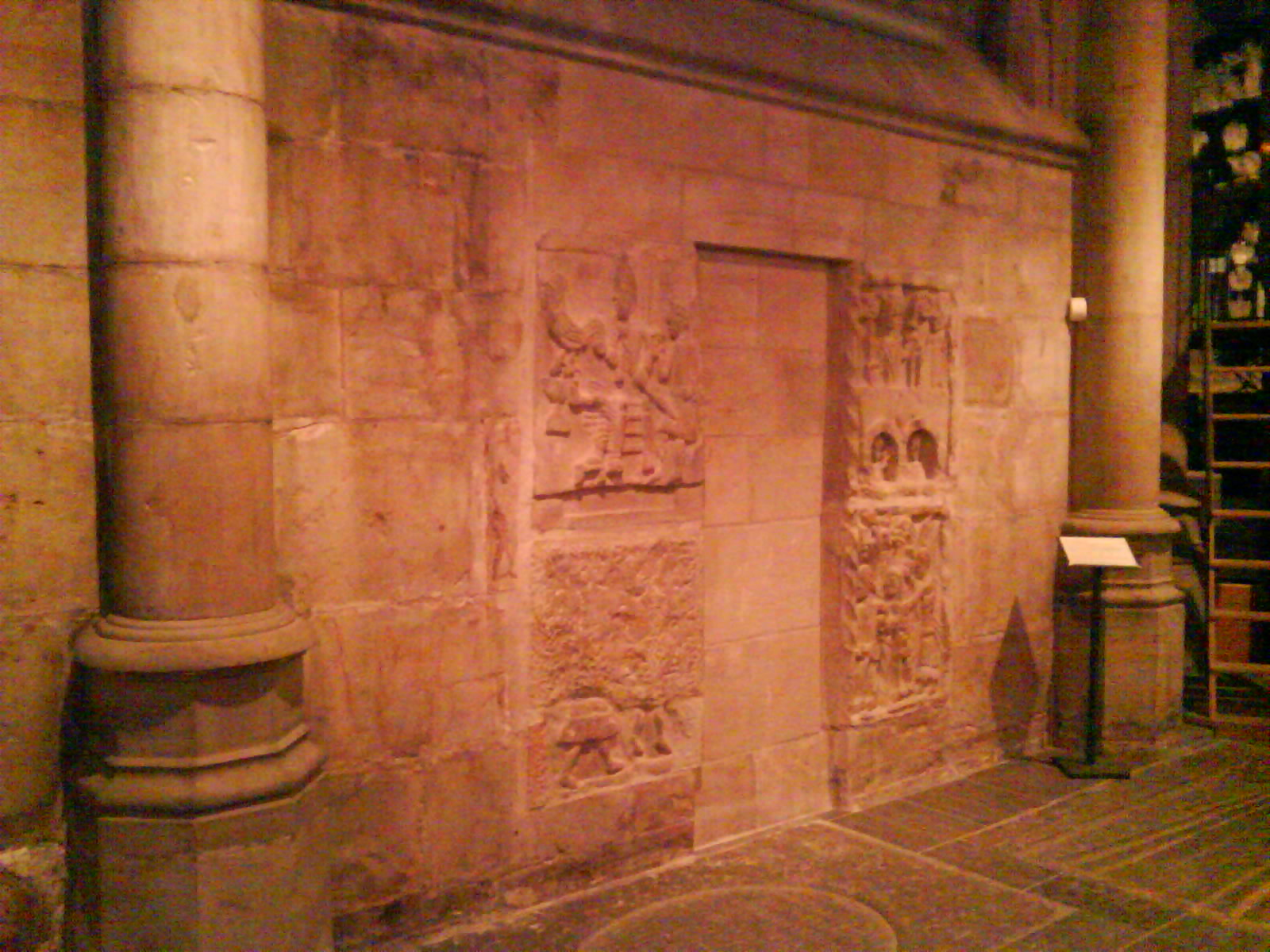
Placering 2010
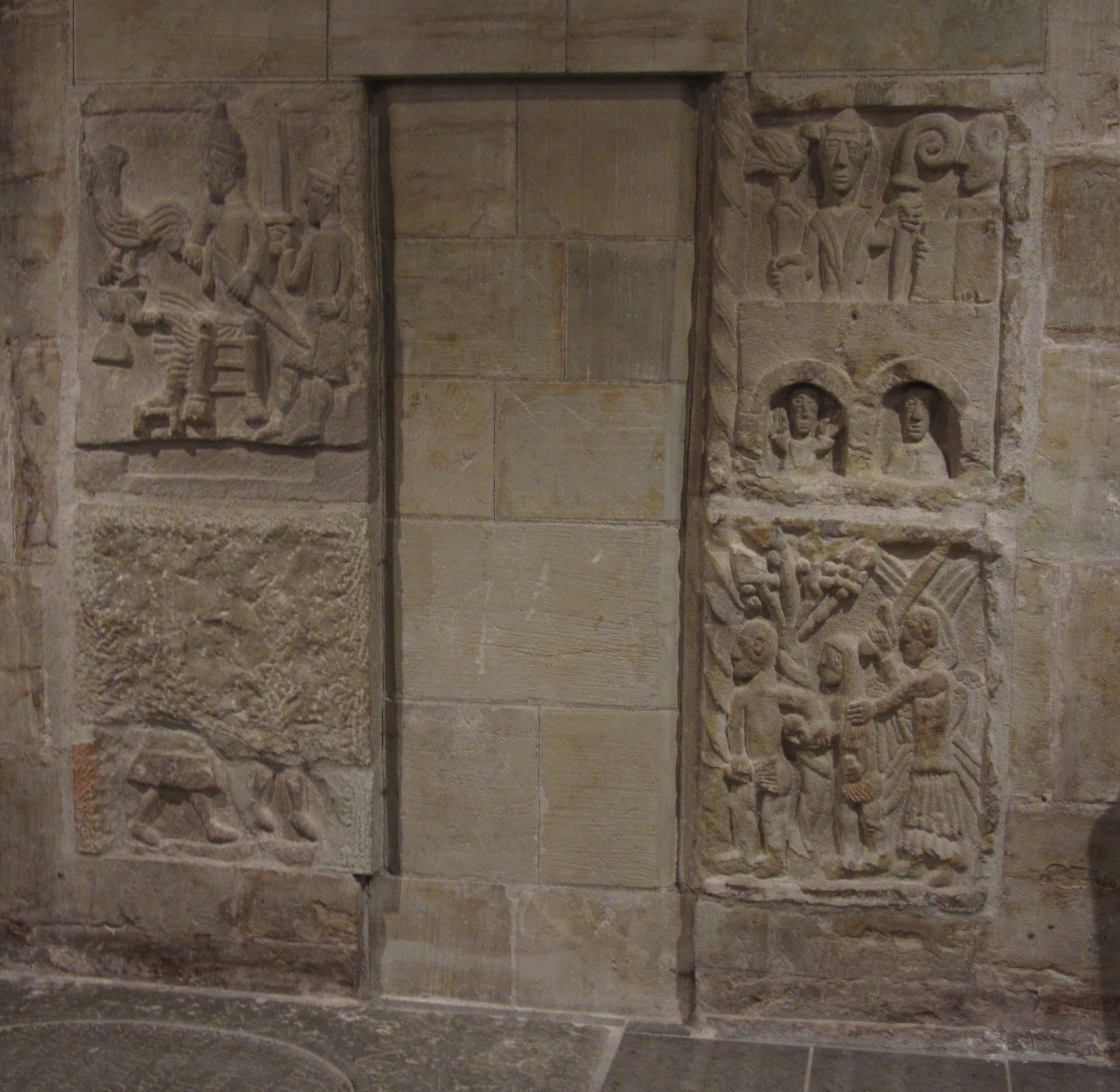
2011
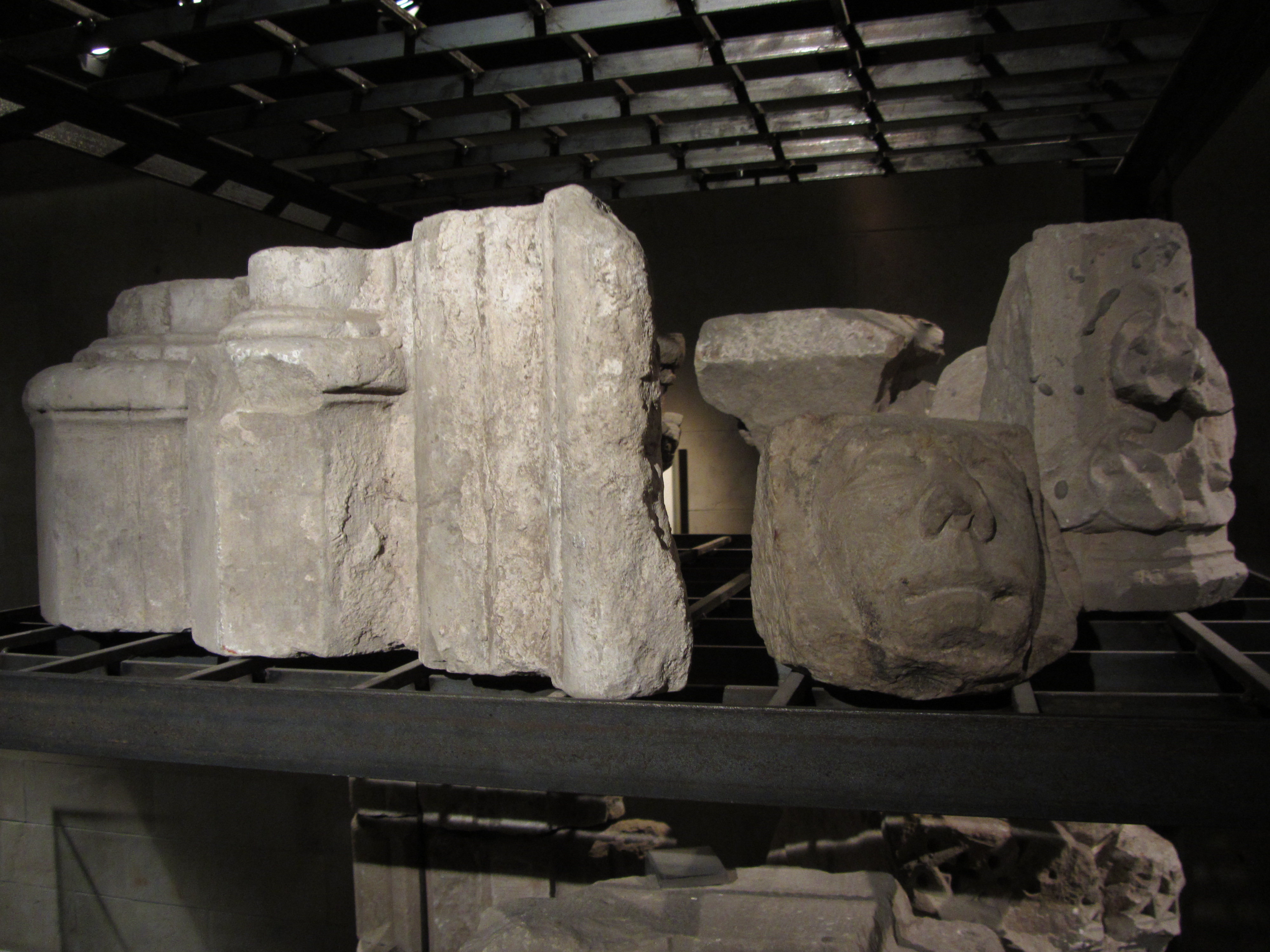
Stenskrot på Västergötlands museum
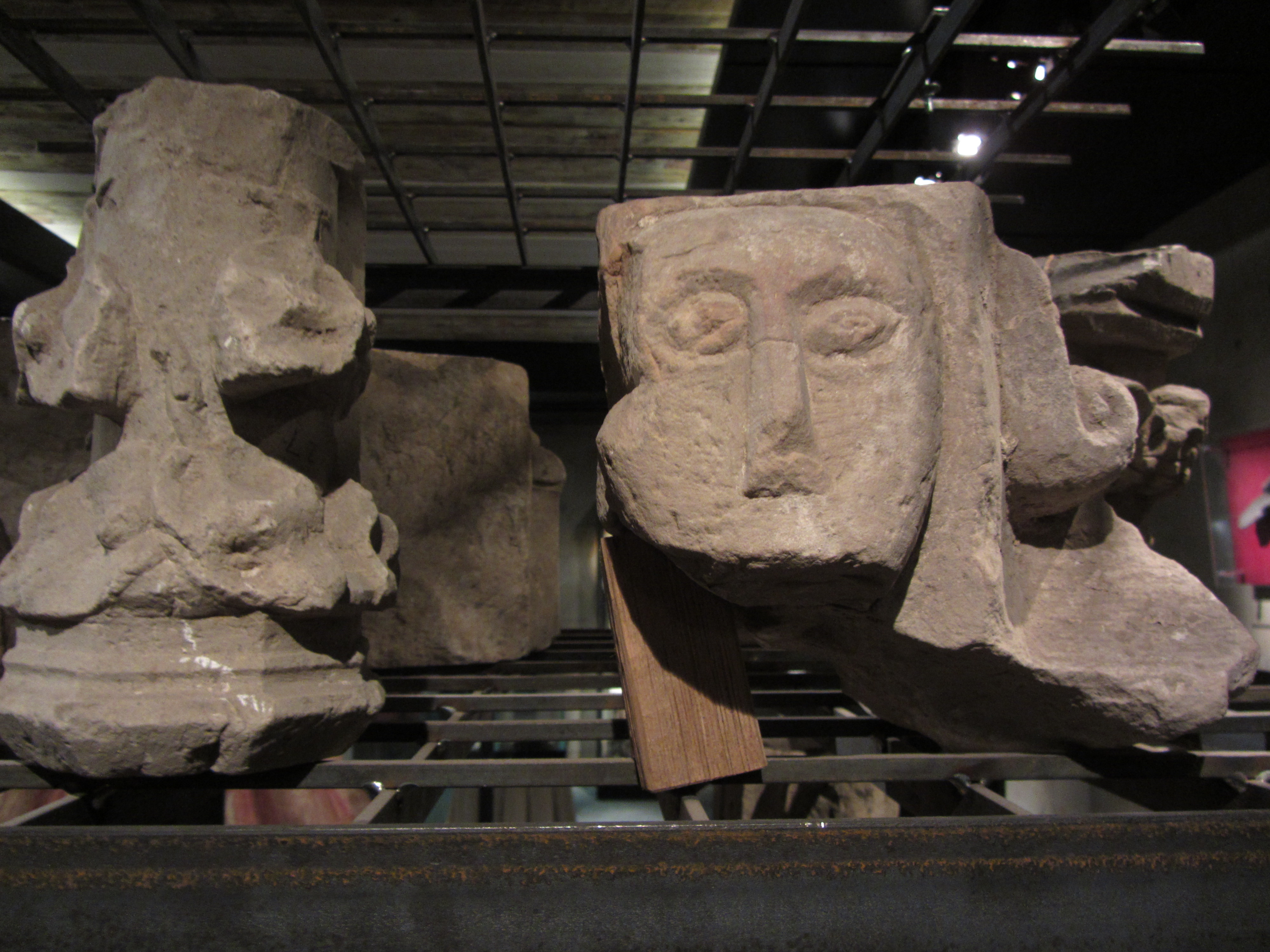
Kapitäl och valvskonsoller på Västergötlands museum.
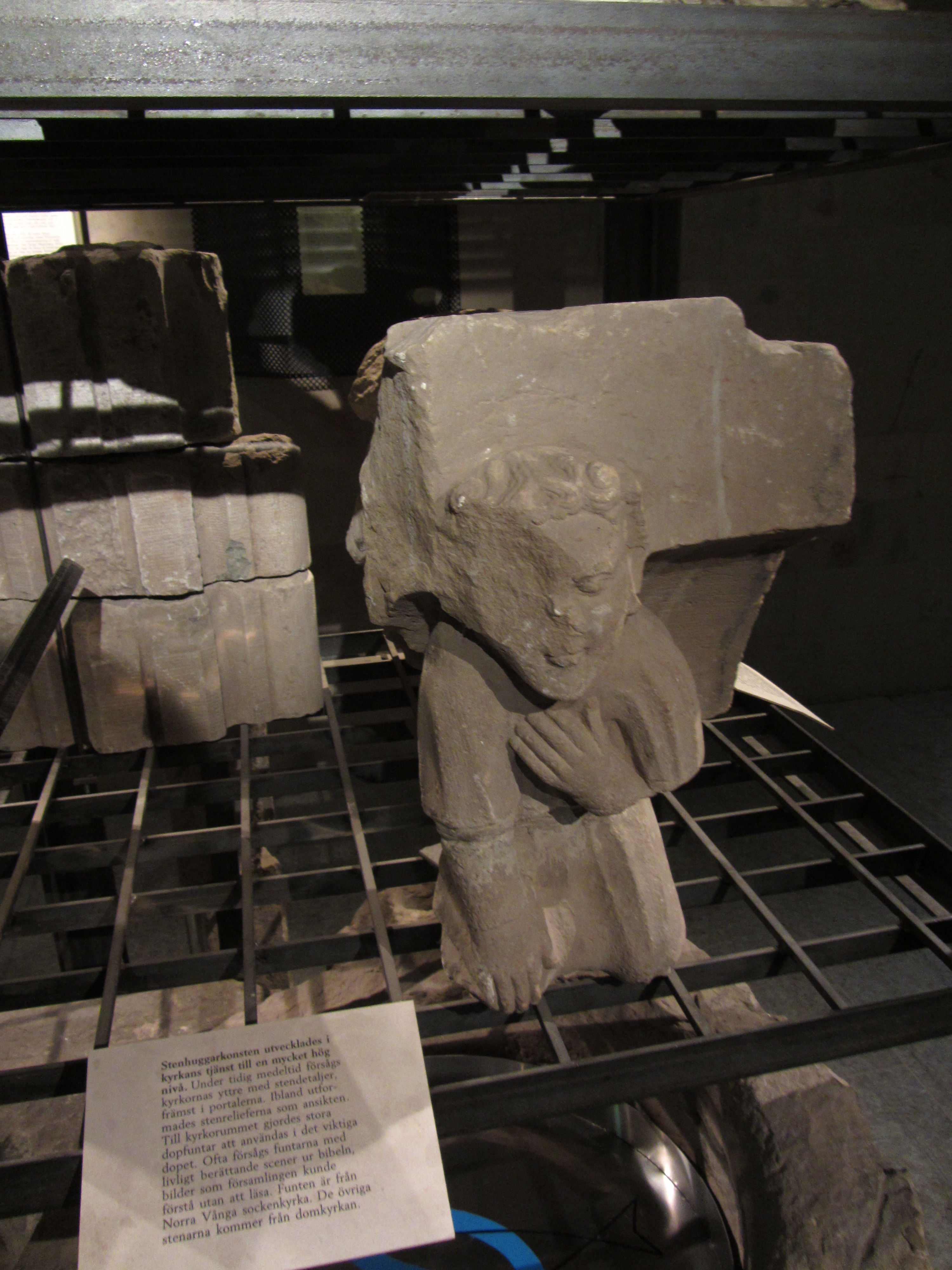
Exteriör detalj, Västergötlands museum.
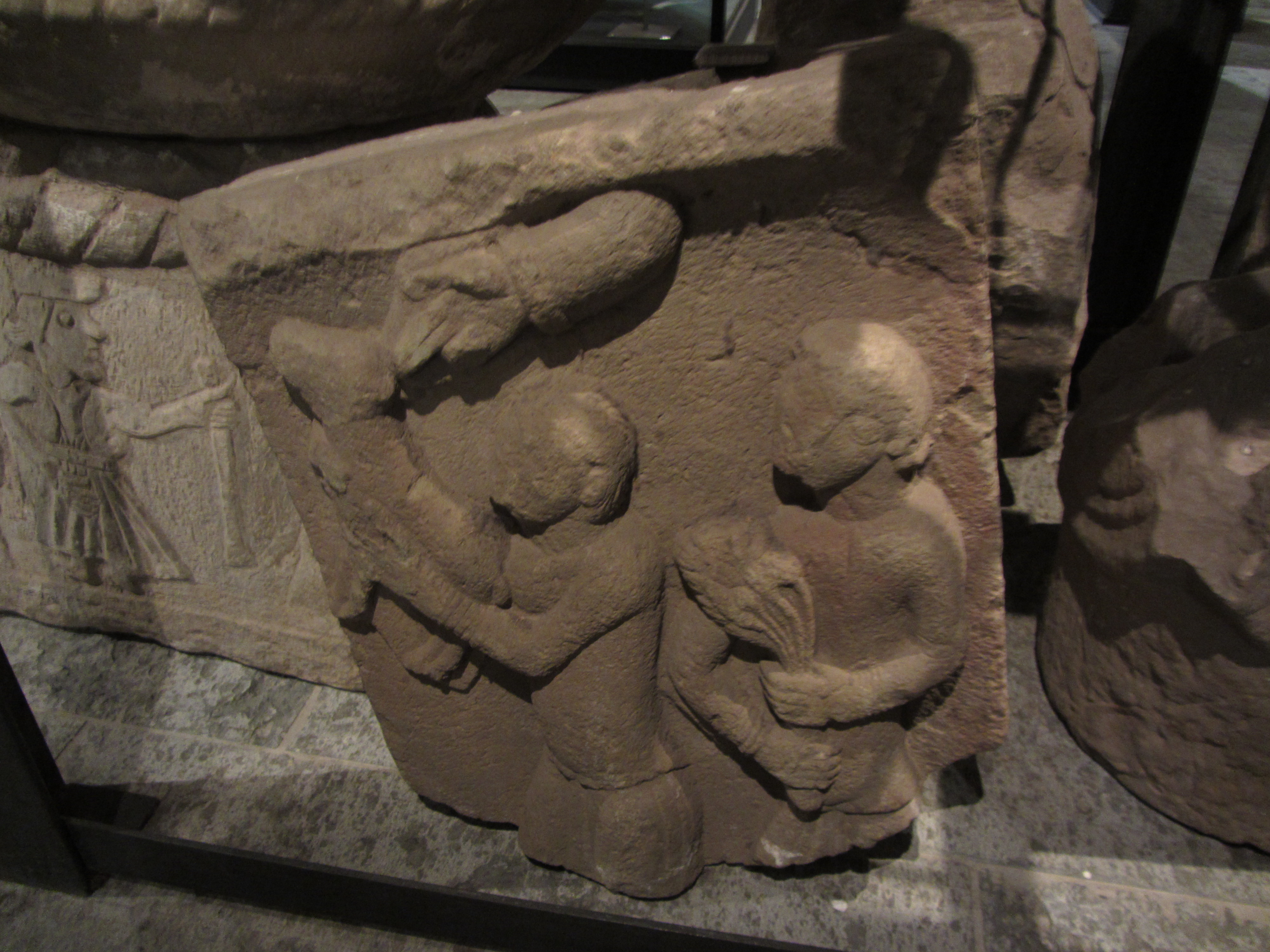
Del av romansk stenrelief tillskriven Othelric, men till vänster skymtar kanske ett verk av Forshemsmästaren (?)

## Stenarbeten Härja, Skälvum och Botilsäter

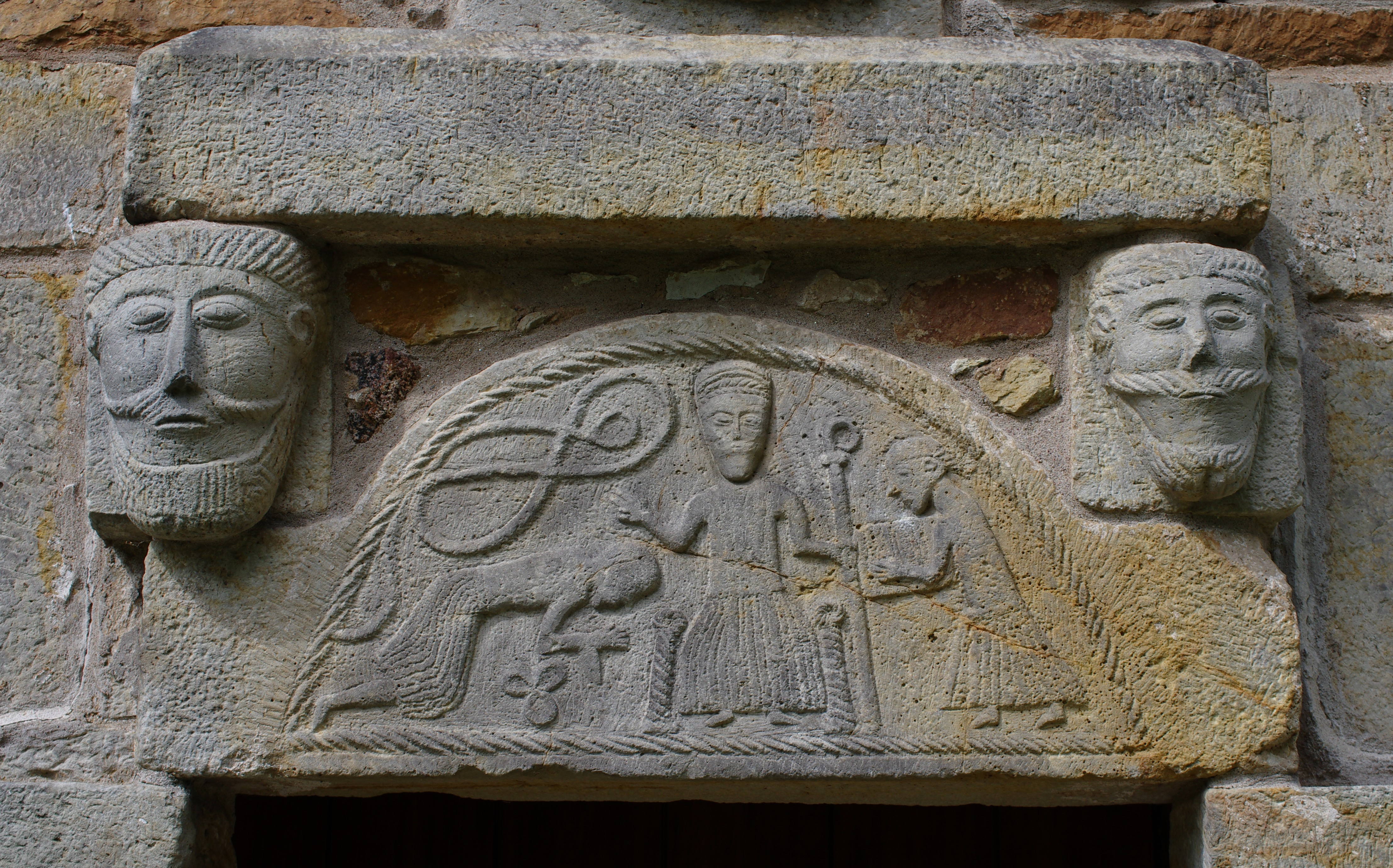
Härja, tympanon med biskop. Av Svanberg tillskriven Härjamästaren. Enligt andra uppgifter ursprungligen från Ettak gamla kyrka.
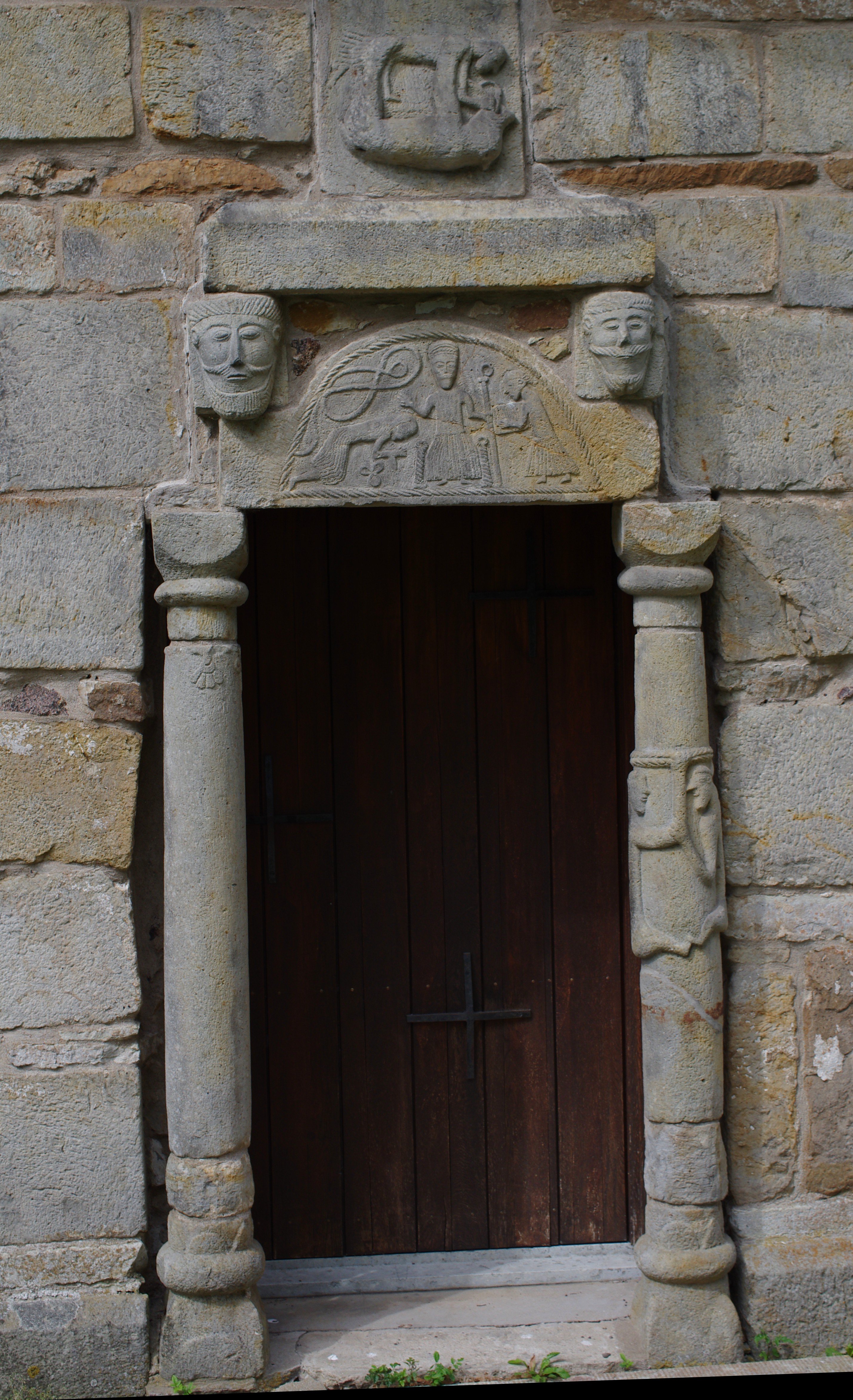
Härja, portal med klättrande män på ena pelaren
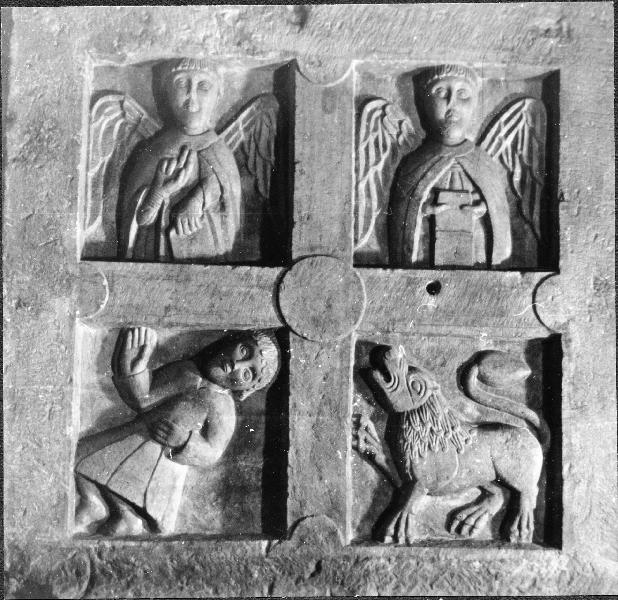
Relief i Skälvum som tillskrivs Othelric.
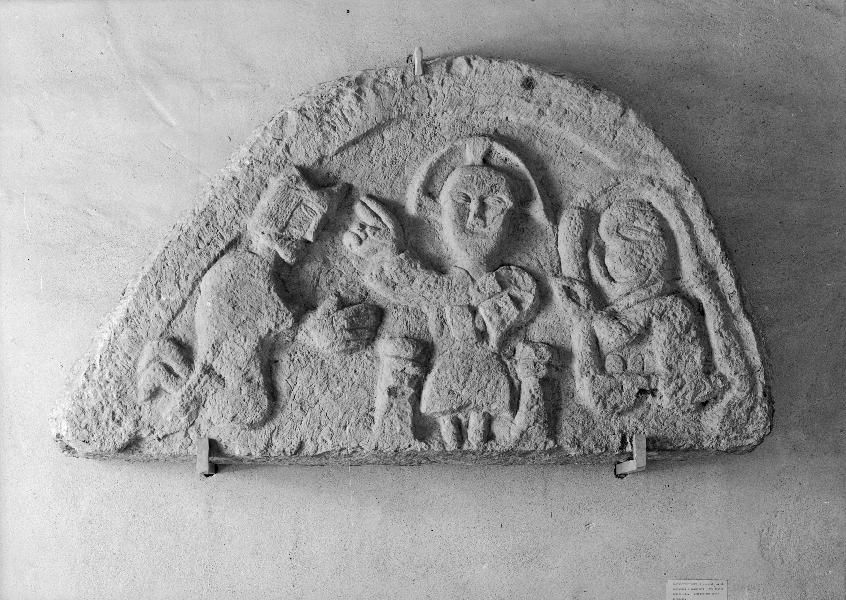
Tympanon från Botilsäters kyrka. Kristus i mitten.

## Dopfunten, Norra Lundby
Dopfunten är uppdelad i sex arkader. Enligt kemiska analyser har det visat sig att den en gång varit målad. Den är gjord i två delar och har urtappningshål. Enligt experterna på SHM är upphovsmannen till Norra Lundbys dopfunt oidentifierad och de menar att den "saknar paralleller".

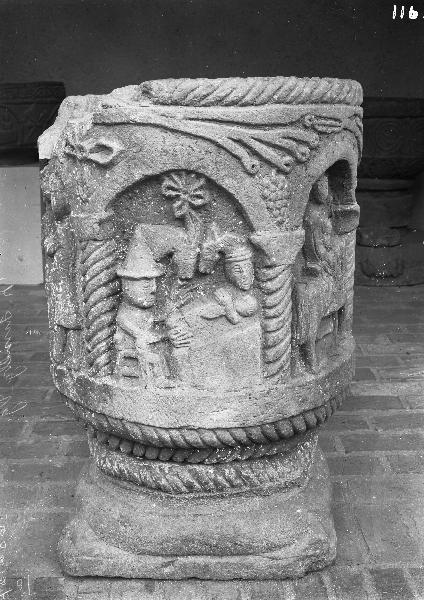
Jesu födelse
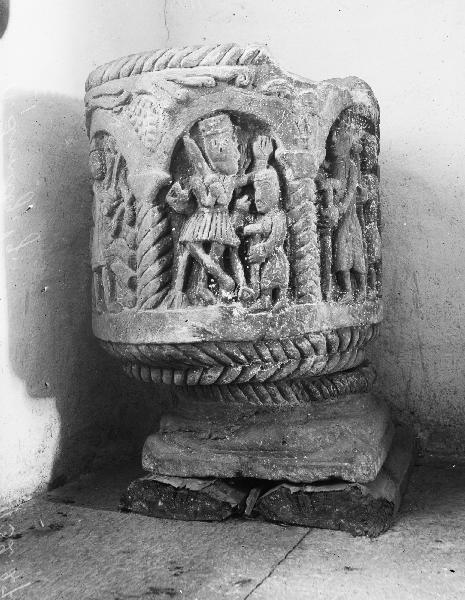
Herodes (kan sammanblandas med andra Herodes vid samma tidsperiod)
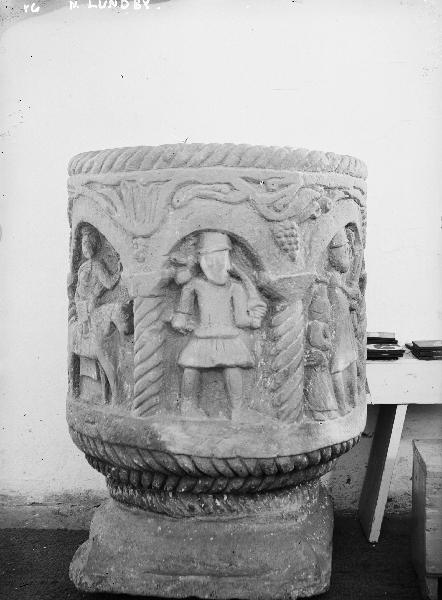
Josef från Nasaret
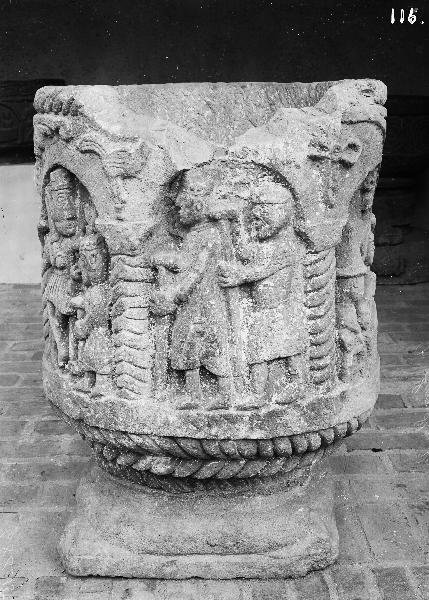
Heliga tre kungar(De tre vise männen/magier)
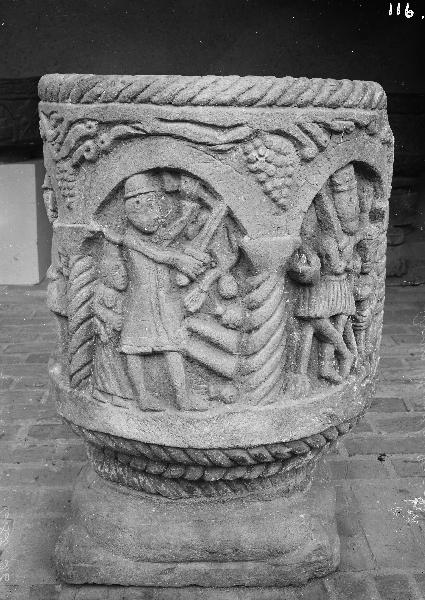
Barnamorden i Betlehem
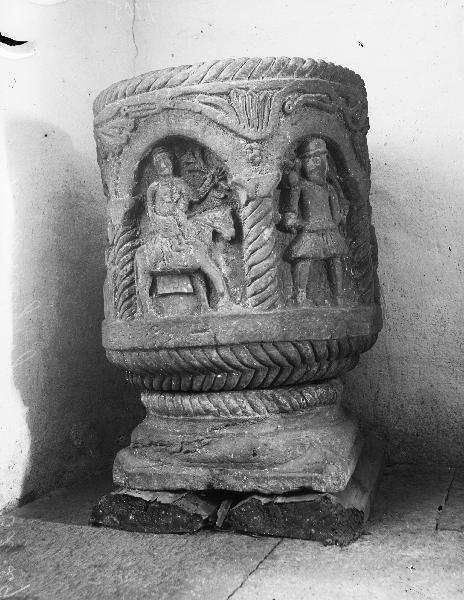
Flykten till Egypten

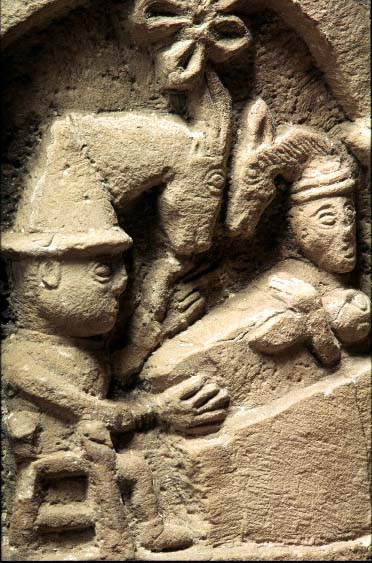
Jesu födelse
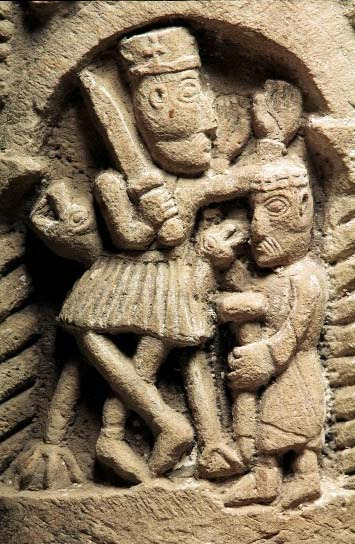
Herodes och en av de vise männen. (österländsk stjärntydare)
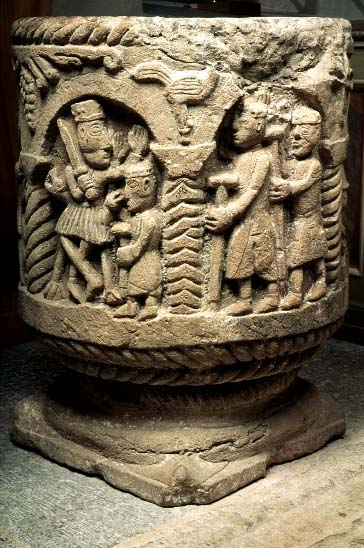
Hela scenen med Herodes och de tre vise männen.
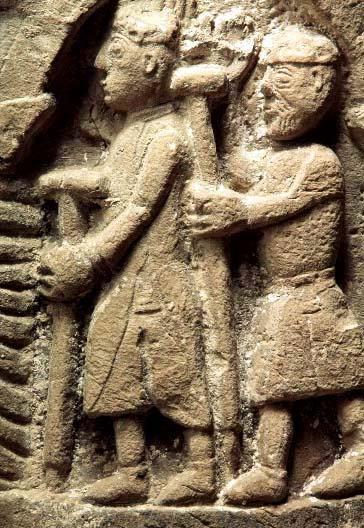
Två av de tre männen som kom med guld, rökelse och myrra.
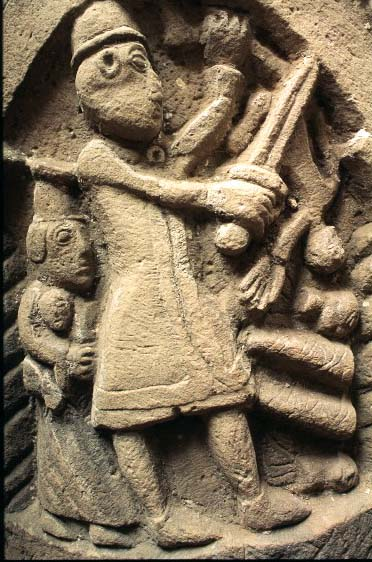
Brutal bild där Herodes håller ett barn upp och ner och hugger samtidigt.
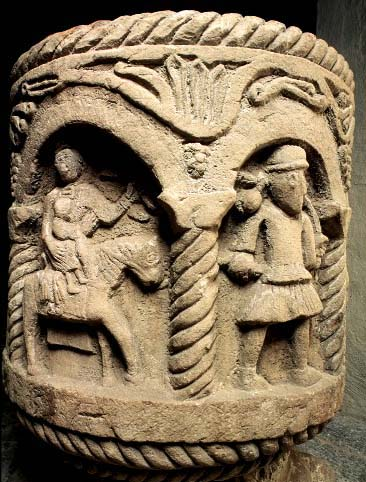
Josef och Maria flyr och räddar Jesus från att bli dödad.